# Manuel Pérez y Curis
Manuel Pérez y Curis (Montevideo, 21 de mayo de 1884 - id, 22 de noviembre de 1920) fue un poeta uruguayo.

## Biografía
Hijo de Julián Pérez Rial y Manuela Curis. Se casó con Josefina Maggi y tuvieron seis hijos.
Fue Director de la revista Apolo (de arte y sociología) que aparecía mensualmente; el secretario de redacción fue Ovidio Fernández Ríos, en la cual Perfecto López Campaña fue el redactor responsable de temas de sociología y La arquitectura del verso, editada en París y México. Su primer número apareció en febrero de 1906.
En Apolo, escribió la poetisa Delmira Agustini en casi todos sus números (en 1908 aparece aquí el poema Las coronas). 
Manuel Pérez y Curis escribió el prólogo para el libro Cantos de la mañana (1910)
Alberto Zum Felde, publicó en esta revista en 1908, La Hiperbórea y Lulú Margat. 
Utilizó el seúdonimo Ismael para publicar muchos de sus artículos.
También fue redactor de la publicación Frou-Frou que apareció en Montevideo en 1903 donde publicó varios trabajos utilizando el mismo Seudónimo.
Dejó mucha obra inédita. 
Falleció de tuberculosis el 22 de noviembre de 1920, en Montevideo.

## Obra
Poesía
- La canción de las crisálidas
- El poema de la carne (1905).
- Heliotropo (1906).
- Alma de idilio (poema) y Rimas sentimentales (1909).
- El poema de los besos
- El gesto contemplativo (1914).
- La epopeya de la vida
- Ritmos sin rima y otros
- Romances y seguidillas del Plata (1940, póstuma).

Prosa
- "Rosa ígnea" (1906).
- "Por jardines ajenos" (Letras Hispanoamericanas) (1911).
- "La Arquitectura del verso" (1913).

- Revista Apolo (1905 a 1909). Revista de arte y sociología. Montevideo.